# Zonefil
En zonefil indeholder de data, der gemmes i en DNS-server. Filen indeholder en række poster i tekstformat. De mest almindelige er:

## Liste over poster i en zonefil

### A
A record står for Adress som navngives ved IP.

### AAAA
Ligesom en A record, men til ipv6

### CNAME
CNAME (canonical name) er et keyword som anvendes ved definition af et domæne og subdomæner i en DNS-server.
Definitionen foretages i DNS-serverens zonefil for domænet, og CNAME bruges til at fortælle DNS-serveren at et givet subdomæne er et alias for et andet subdomæne.
Fx example.com ville blive news.example.com CNAME news.myisp.com
Vil redirigere DNS opslag fra 'news.example.com' til 'news.myisp.com'.

### LOC
LOC (Location) angiver geografisk information om domænet i form af længdegrad og breddegrad.

### MX
MX (Mail Exchange) angiver domænets mailserver.

### NS
NS (Name Server) angiver den autoriative DNS-server til domænet.

### PTR
PTR (Pointer Record) anvendes til reverse lookup sådan at man kan slå en IP-adresse op ud fra et domænenavn.

### SOA
For alternative betydninger, se SOA.
SOA (Start of Authority) er det første, der skal defineres i en zonefil til en DNS-server. Her beskrives, hvad domænet hedder, og hvem der er kontaktperson. Desuden angives, hvor længe oplysningerne må gemmes i cache.

### TXT
TXT (Text) var oprindeligt ment som et felt til tekst læsbar af mennesker, men anvendes også til maskinlæsbar tekst. Et domæne kan have flere txt-felter.